# Henri Harpignies

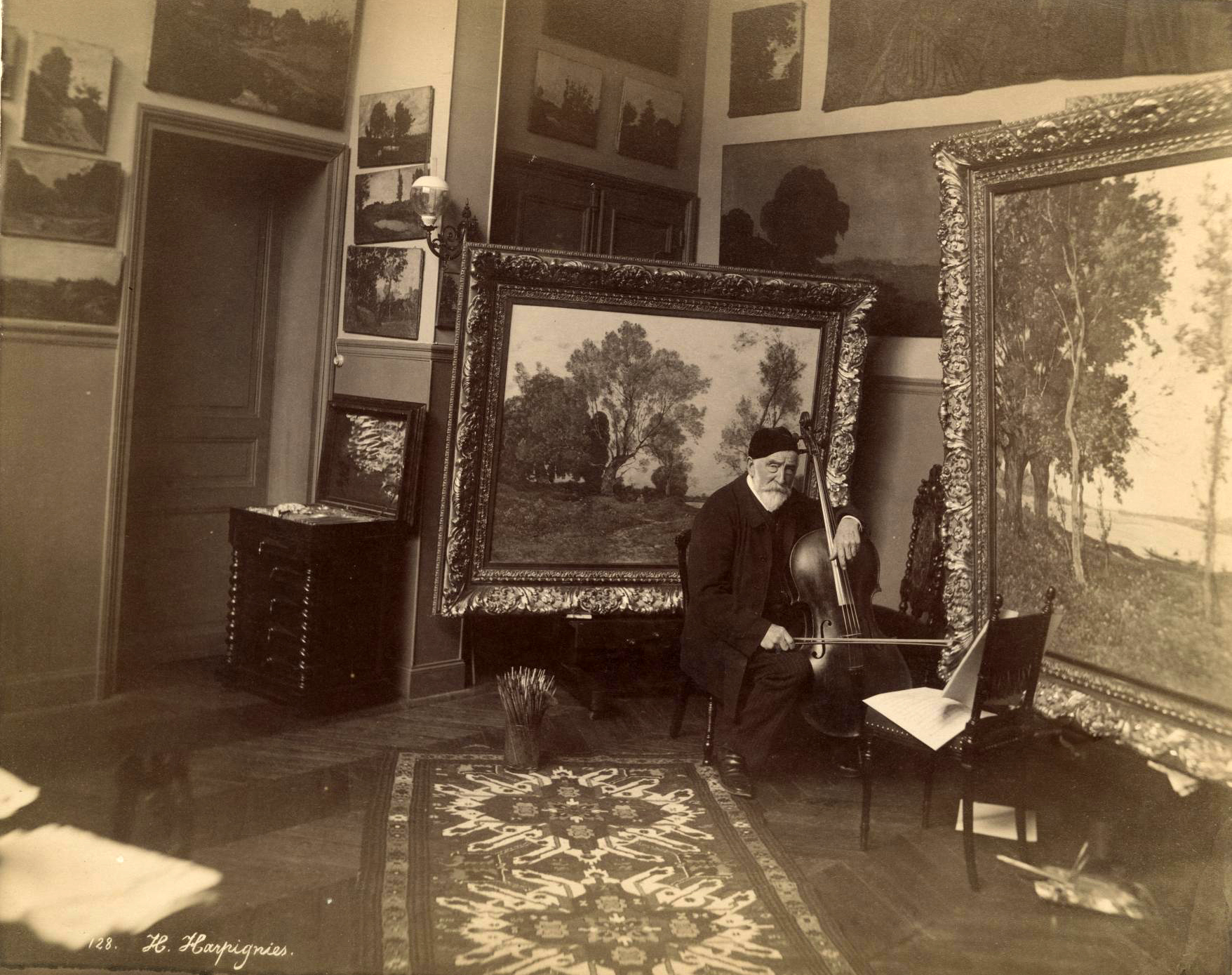
Henri Harpignies.

Henri-Joseph Harpignies, (Valenciennes, 28 juni 1819 – Saint-Privé (Yonne), 28 augustus 1916) was een Frans kunstschilder.

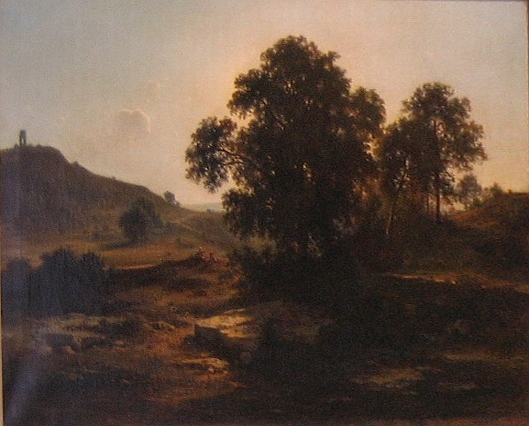
Paysage (1891) olieverf, Palais des beaux-arts de Lille, Frankrijk
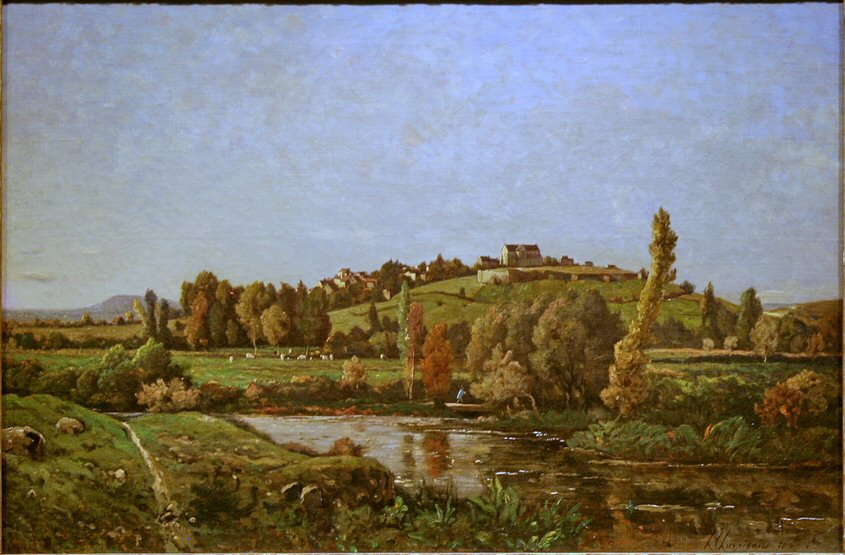
Paysage en Auvergne (1898) olieverf, National Gallery of Art, Washington D.C.